# Félix Carvajal

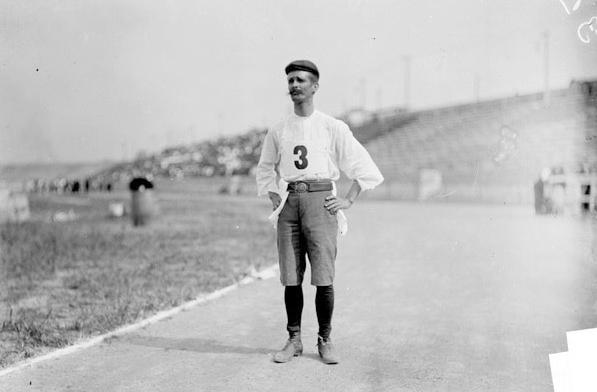
Félix Carvajal bei den Olympischen Spielen 1904

Félix Carvajal (Félix de la Caridad „Andarín“ Carvajal y Soto; * 18. März 1875 in Havanna; † 27. Januar 1949 ebd.) war ein kubanischer Briefträger und Marathonläufer.

## Leben
Bei den Olympischen Spielen 1904 in St. Louis wurde er Vierter. Da er keine Sporthose besaß, schnitt er vor dem Start die Beine seiner Straßenhose ab, um sich der Hitze anzupassen. Zur Erfrischung klaute er unterwegs zwei Pfirsiche aus dem Auto eines Zuschauers. Später sah er einen Apfelbaum und legte eine Pause ein, um Äpfel zu essen. Die Äpfel waren bereits faul, weshalb er von Magenkrämpfen ausgebremst wurde und seinen Lauf für einen kurzen Schlaf unterbrach. Er kam als Vierter ins Ziel.